# Hemeromyia anthracina
Hemeromyia anthracina är en tvåvingeart som beskrevs av Collin 1949. Hemeromyia anthracina ingår i släktet Hemeromyia och familjen kadaverflugor. Inga underarter finns listade i Catalogue of Life.